# 逆転裁判3
『逆転裁判3』（ぎゃくてんさいばんスリー、英：Phoenix Wright: Ace Attorney – Trials and Tribulations）は2004年1月23日にカプコンからゲームボーイアドバンス向けに発売されたアドベンチャーゲーム。逆転裁判シリーズ第3作目。
成歩堂の師匠・綾里千尋の新人時代が描かれる作品。本作品では前作にも増して「霊媒」の扱いが大きくなり、ある事件の中核にも直接関わっている。キャラクターデザイン担当は岩元辰郎。BGM担当は岩垂徳行。
2004年1月25日から1月29日および1月31日から2月5日には東京駅と新大阪駅構内で東海道新幹線利用者向けに午前10時から深夜24時にかけてゲームボーイアドバンスSPと共にソフトを無料で貸し出しするサービスが行われた。
本作は第7回CESA GAME AWARDS GAME AWARDS FUTUREで優秀賞、第8回CESA GAME AWARDS 2003-2004で優秀賞を受賞した。

## システム
ゲームシステムは前作までと同様、現場調査や聞き込みをする「探偵パート」と証人尋問をする「法廷パート」および前作に登場した「サイコ・ロック」など大きな変更はないが、『2』では探偵パートでのみだった「一度クリアしたエピソードのメッセージスキップ」が法廷パートでも可能となった。また一回の失敗でゲームオーバーになる場面も減らされている。

## あらすじ
本作品の第2話・第3話・第5話は、『2』の半年後という設定。ストーリー進行時間は第4話→第1話→第2話→第3話→第5話の順。
第1話：思い出の逆転
成歩堂の師匠・綾里千尋が主人公の、新人弁護士時代のエピソード。ある裁判を終えて以降、千尋が1年ぶりに弁護を引き受けた依頼人は、自身の恋人の元・恋人の殺害容疑をかけられた大学生、成歩堂龍一だった。
第2話：盗まれた逆転
「倉院の里・秘宝展」で展示する予定だった秘宝「倉院の壺」が「怪人☆仮面マスク」を名乗る人物に盗まれる事件が発生。壺を取り戻すため、成歩堂たちは事件の調査を開始する。
第3話：逆転のレシピ
正月明けの成歩堂法律事務所に糸鋸がやってきた。彼によると“成歩堂”の雑な弁護のせいで「あるウエイトレス」に有罪判決が下されたという。全く身に覚えのない成歩堂たちは自分の「ニセモノ」がいると考え、事件の調査を開始する。
この物語は『2』第4話で用意されていたもの。
第4話：始まりの逆転
新米弁護士・綾里千尋が主人公の、彼女の初審理となるエピソード。今から6年前、誘拐殺人の死刑囚が脱獄し、その死刑判決を決定付けた警察官を殺害したとして再逮捕された。そしてもう一人、検事局始まって以来の天才検事の初審理でもあった。このエピソードは、成歩堂が過去の記録を調べているという一種の回想形式で描かれており（現実での時系列は、第5話の途中）、成歩堂は法廷中には全く関与していない。
第5話：華麗なる逆転
成歩堂は、真宵と春美から霊力を鍛えるために霊場へ保護者として同行してほしいと頼まれる。あまり乗り気ではなかった成歩堂だが、その霊場を特集した雑誌の写真に、かつてある事件で有罪となったはずの「ある人物」の姿があった。真相を確かめるため、成歩堂は真宵たちとともに霊場を管理している寺「葉桜院」に向かった。

## 登場人物

### 『思い出の逆転』
呑田 菊三（のんだ きくぞう）[ノンダ]
性別：男
被害者。勇盟大学薬学部薬科学専攻に在籍する4回生で、ちなみの元恋人。その風貌などから「イギリスかぶれ」と呼ばれていた。
名前由来が「薬を飲んだら効くぞう」という意味から。デザインについては岩元辰郎によると神谷英樹をモデルにするよう指示があったとのこと。
美柳 ちなみ（みやなぎ ちなみ）[チナミ]
性別：女
目撃者。勇盟大学文学部に在籍する3回生で、成歩堂の恋人。お嬢様のような美女で、3匹の蝶が舞っており、法廷内でも日傘を差しており、清楚な色香で裁判長や亜内検事を惑わす。彼女が編んだセーターは成歩堂が愛着している。名前の由来は、発言の付与を表す「ちなみに」から。
亜内 武文（あうち たけふみ）[アウチ]
性別：男
『蘇る』第1話『2』第1話で登場した当時49歳の検事。今まではベテランだが押しが弱く検事としては非常に無能だったが実は昔は「新人つぶし」の異名を持つ敏腕ベテラン検事だったが甲高く叫ぶ「異議あり！」はこの頃から頼りなかった。髪が『蘇る』第1話『2』第1話では前髪が少々禿げていたが本話ではリーゼントで髪がしっかり健在。着用しているビジネススーツも黒でなく緑だった。性格は『蘇る』第1話『2』第1話では事件の真実よりも自分の検事の名誉の為に法廷に立つ少々嫌味な人でどこか憎めなかったが本話では非常に嫌味な人物で登場。
星影 宇宙ノ介（ほしかげ そらのすけ）[ホシカゲ]
性別：男
「星影法律事務所」の所長で弁護士。このころのスーツは茶色でなく赤だった。本来ならば彼が成歩堂の弁護を担当する予定だったが、千尋のたっての希望により交代する。痔を患っているらしく、感情が昂ぶると疼き出す。千尋からは胸倉を掴まれたり、足蹴にされたりとはけ口の対象にもなっている。

### 『盗まれた逆転』
天杉 優作（あますぎ ゆうさく）[アマスギ]
性別：男
被告人。王子様のような風貌の青年でバネのような髪型が特徴。23歳。怪盗「怪人☆仮面マスク」として自首した。声が細くなるほど消極的な性格で、何か疑問が生じると首を傾げて独り言を呟きながら考え込む癖があるが、急に感情が爆発することもある。
名前由来が「天杉」は「甘過ぎる」、「優作」は「優しい」から。
毒島 黒兵衛（ぶすじま くろべえ）
性別：男
被害者。警備会社「KB警備」社長。社長室にある特殊な金庫の中から撲殺体で発見され、社長室にあった置き物で殺害された。生前は金に目が無く、かなりあくどいことをして儲けていた。
社名由来が名前のイニシャル「Kurobē Busujima」から。名前由来が先に「KB」の名称を決めていたため、「B」から始まる名字で巧が以前読んだ小説の主人公である「毒島」を採用したもの。
怪人☆仮面マスク（かいじん☆かめんマスク）[カイジン]
世間を騒がせている怪盗。銀仮面を掛けタキシード風の服装に唐草模様の風呂敷を背負った外見をしている。独特の犯行予告状と華麗な手口が持ち味で、犯罪者にもかかわらずブロマイドが販売されるほどの人気がある。
天杉 希華（あますぎ まれか）[マレカ]
性別：女
優作の妻。赤いバイクスーツが特徴。夫の優作とは正反対に男勝りでさっぱりとした性格で、金遣いが荒い上に常にスリルを求めているが、卑怯なことを何よりも嫌う。結婚前は銀行員で、優作とはそのころに知り合った。
名前由来が巧の幼馴染の「まれか」という名前の女性から。
星威岳 哀牙（ほしいだけ あいが）[アイガ]
性別：男
私立探偵。自称「名探偵」で仮面マスクのライバルを主張している。尖った長い鼻に黄色のモヒカン、モノクルのように装着している虫眼鏡とレトロチックな服装の他、「やあれ!」「あいや!」「ズヴァリ!」などの独特の口癖と漢字を多用した古風な言い回しが特徴。左手の中指に填めている赤ダイヤ指輪を非常に大切にしている。ファンが多くバレンタインデーには彼に宛てたチョコレートがカプコンに送られたことがある（成歩堂やゴドーよりも数が多かった）。名前の由来は、「愛が欲しいだけ」という意味から。
華宮 霧緒（かみや きりお）[キリオ]
性別：女
前作の事件の後にマネージャー業を廃業し、現在は創業200年を迎える老舗デパート「高菱屋百貨店」に勤務している。「倉院の里・秘宝展」の企画とプロモーションを手がけ、責任者を務めている。『2』とは色違いのホルターネックを着用しており、さらに髪をアップにしている。性格は前作に比べて明るく前向きになっているが、しっかりした才女ぶりは健在。

### 『逆転のレシピ』
須々木 マコ（すずき マコ）[マコ]
性別：女
被告人。前作の事件が原因で警察を退職し、フレンチレストラン「吐麗美庵（とれびあん）」のウェイトレスとして勤務している。成歩堂を装った偽者の弁護で殺人罪の有罪判決を受けている。自身の体型を「悩ましいボディライン」と言っている。
岡 高夫（おか たかお）
性別：男
被害者。株式会社「バグダス」社員で優秀なコンピュータープログラマー。左目にモノクルを付け、ニット帽を被っている。無類のギャンブル好きだったらしく、特に競馬に熱を上げていた。名前が回文になっている。
本土坊 薫（ほんどぼう かおる）[ホンドボー]
性別：男
目撃者。「吐麗美庵」店長。話の節々にフランス語を交え、その口調や態度こそ女性だが、誰がどう見ても筋骨隆々のれっきとした暑苦しい男性（いわゆるオネエ）。ポエムとアロマテラピーに凝っている。料理の腕はひどく、成歩堂は法廷記録にてそのランチのことを「想像を絶するマズさ」と表記しており、ゴドーもコーヒーについて「こんなにすっぱいコーヒーは初めて」「ヒトクチ飲む以上の価値はない」と発言している。おまけに割高で、通常のランチでも2980円（さらにドリンクやデザートやお土産をつけると6400円で、成歩堂は驚愕している）、コーヒー一杯が980円もする。『蘇る』第5話では糸鋸が御剣に送った捜査の報告書として「吐麗美庵」の開店予告チラシの裏が使われた（御剣はその際、「吐麗美庵」を「うまいフランス料理のレストランらしい」と語っている）。
名前由来が「『フォン・ド・ヴォー』が薫る」という意味から。
五十嵐 将兵（いがらし しょうへい）[ジーサン][イガラシ]
性別：男
目撃者。「吐麗美庵」の常連客。熟練の紋章上絵師だが、時代ゆえ本職はなかなか上手くいかず、ハンバーガー屋のバイトなどをしている。真っ赤で大きな鼻をしており法被に腹掛け、角刈りにねじり鉢巻という格好をしており、江戸っ子を絵に描いたような人物。68歳。非常に頑固な一方で卑屈な面があり、気に入らないことがあると枡に入った豆を投げつけてくる。その一方「吐麗美庵」のウェイトレスの制服が好みで、それが目当てで高いコーヒーを飲みに「吐麗美庵」に通い詰めている。
名前由来は特に無し。
小池 ケイコ（こいけ ケイコ）[コイケ]
性別：女
「株式会社バグダス」社長。ロボットを髣髴とさせる容姿と教育番組の司会者のような説明口調が特徴で、無機質な雰囲気を漂わせている。彼女含め「バグダス」社員は全員名前が回文になっており、左目にモノクルと呼ばれるコンピューターを装着して社員にも左目にモノクルを装着させる。
芝九蔵 虎ノ助（しばくぞう とらのすけ）[ゼニトラ][シバクゾー]
性別：男
金融会社「カリヨーゼ」社長。通称「ナニワのゼニトラ」。大柄で龍と虎の刺繍が縫い込まれたワイルドな朱色のスーツを着込み、鬼のような風貌と恐ろしい怒鳴り声を持つ極めてガラの悪い人物。ただしうらみの前では非常におとなしくなる。信条は「三日坊主」。これは「一度捕まえた客は、3日で丸ボーズにムシるべし」という経営理念。
名前由来が「芝九蔵」が「しばくぞ」（関西弁で「叩くぞ」あるいは「殴るぞ」という意味）、「虎ノ助」が成歩堂龍一の「龍」との対比にある「虎」から。
鹿羽 うらみ（しかばね うらみ）[ウラミ]
性別：女
金融会社「カリヨーゼ」社員。虎ノ助を「トラ様」と呼び慕っている女性で、強大な勢力を持つ組織「鹿羽組」組長の孫娘。25歳。頭に包帯を巻いている。恐ろしく恨めしげで湿っぽく、影があるどころか影そのもののような人物で、来客に差し出すお茶などに何かを一服盛ったかのような発言を好む。『123』では目元に影が出来てさらに不気味さが増している。
名前由来が「屍」で仮設定段階での名前は「ナンバミナミ」や「シカガネ」（「鹿」の下に「金」（鏖）で「皆殺し」と読むことから）。
鹿羽 権太（しかばね ごんた）
性別：男
うらみの祖父。「鹿羽組」組長で街の闇金融の総元締。本人は物語に登場せず、人物ファイルで登場。スキンヘッドで頭に傷がある。
名前由来がサザンオールスターズのツアー名である「ゴン太君のつどい」から。

### 『始まりの逆転』
尾並田 美散（おなみだ みちる）[オナミダ]
性別：男
被告人。脱走した死刑囚で千尋が担当した最初の被告人。25歳。長身で額、顔面中央、顎の3箇所に横一文字に走る傷跡が有る。青と白の縞々囚人帽子と囚人服を着用。手には鎖で繋がれた鉄球を持っている。筋肉質で長身で突然人前で叫んだ後に鉄球を噛む事から凶暴に見えるが実は根は片言な口調で話す弱気な人。現に思わず嘘を付いた際は少々泣きながら謝罪する。5年前に誘拐殺人事件を起こすまではちなみの家庭教師を務めていた。
名前由来が「涙が美しく散る」という意味からで、囚人ナンバーも「073D（オナミダ）」になっている。
美柳 勇希（みやなぎ ゆうき）[ユウキ]
性別：女
被害者。巡査部長。急流「吾童川（ごどうがわ）」に架かる吊り橋「おぼろ橋」付近に駐車されていた車のトランクから死体で発見された。誘拐殺人事件で尾並田を逮捕し、死刑判決の際の決定的な証人となった。
名前由来が「勇気」というイメージから。
無久井 里子（むくい さとこ）[サトコ]
性別：女
目撃者。現場付近を散策していた大学生で文学部の1回生。
神乃木 荘龍（かみのぎ そうりゅう）
性別：男
「星影法律事務所」ナンバーワンの実力の持ち主で後輩の千尋を「コネコちゃん」と呼ぶ。27歳。法廷で心理中に常に右手にコーヒーが入ったコーヒーカップを持ち例え審理中でも手放さないが飲食する様子が無い。千尋に「発想の逆転」「弁護士はピンチの時こそふてぶてしく笑うもの」の信条を教えた人物でもある。
美柳 ちなみ（みやなぎ ちなみ）[チナミ]
性別：女
勇希の妹。尾並田が惚れていた。公式に死亡認定を受けている。享年14歳。

### 『華麗なる逆転』
毘忌尼（びきに）[ビキニ]
性別：女
目撃者。「葉桜院」の住職を務める尼僧であやめの育ての親。48歳。一人称は「オバサン」。倉院流霊媒道の流れを汲む霊行道の繋がりから綾里家とは遠い血縁に当たり、「DL6号事件」で失踪するまでの綾里舞子について知る数少ない人物。大笑いすると頬肉が揺れるほどふくよかな顔付きと体型をしており、豪快な性格。冬の腰痛が悩みの種。全シリーズ中の証人で最も背が不自由で、目撃証言のために出廷した際にはあまりの背の低さに驚いた裁判官が係官にみかん箱を2個用意させたほど。冥からは「ジューショクさま」と呼ばれ、優しく接されている。
名前由来が「坊さんらしい漢字」として選んだ「毘」と「忌」を見て思い付いたものから。作中ではその名前から幾度か誤解を生んでおり、誰も法名の漢字を聞かない。
あやめ[アヤメ]
性別：女
被告人。街から遠く離れた山奥にある霊行道場「葉桜院」の尼僧。苗字が「葉桜院」となっているが、これは便宜上で本来の苗字は不明。25歳。美柳ちなみと瓜二つな容姿をしており、成歩堂はそのことで「葉桜院」に向かう決意を固めている。普段は世俗との関わりを絶った本堂で毘忌尼と2人暮らしをしているが、たまに山を降りて街へ出かけることがあるらしく、携帯電話とパソコンを使いこなせたり、スノーモービルの運転も可能など、ある程度都会への順応もあるという一面を見せる。
天流斎 エリス（てんりゅうさい エリス）[エリス]
性別：女
被害者。絵本「まほうのびん」で賞を受賞した有名な絵本作家。「天流斎 エリス」はペンネームで本名不明。読者に癒しを与える作風で知られる。絵本を読む子供たちが抱く魔法使いのイメージを壊さないためとして、常に黒いローブに身を包み、水晶が埋め込まれた杖を持って自ら魔法使いの扮装をしている心優しい人物。実は矢張の師匠で矢張の様な変人を弟子入りさせる程の器量で本当に優しい人だった。

### その他
ここでは『3』EDで登場した人物を紹介。
大場 カオル（おおば カオル）[オバチャン]
『2』と同じ服装で登場する。現在は「KB警備」に勤務しているらしく、同じ会社でアルバイトをしていた矢張からは先輩と呼ばれていた。なお、このエンディングでの登場によって、主要人物を除いた登場人物で唯一の成歩堂編皆勤を果たした。
本塚 カズトモ（もとづか カズトモ）[プログラマ]
性別：男
顔だけ登場。岡高夫の補充でバグダス入社。『3』第3話でも登場したが、『3』第3話でも顔だけ。眼鏡の上にモノクルを掛け、無精髭を生やした男性。区切らず喋るのが特徴。『3』第3話では名前不明だったが本EDで名前が判明。高夫と小池同様名前が回文になっている。

## 開発
第1作目、2作目に続いてシナリオを担当する巧舟に対して、部長は全5話構成にすることと1話ごとの内容を短めにする要求を出した。全5話分のシナリオは2002年9月半ばから年末までの3か月半で仕上げなければならなかった。
第1話に関しては第1作目、2作目がゲームを理解するための指南的な役割を果たしていたことを踏まえて構想を始めた。そして主人公の成歩堂を被告人にするアイデアを思い浮かべ、なるべく使用しない方向で考えていたが、最終的にこの案が採用された。こうして1話目のプロットを完成させた巧は10月6日を目安として2話目のプロットに取り掛かり、探偵小説などにありがちな設定は使用しないようにして、ひとまずプロットを形にさせた。第3話以降はいくつかアイデアは思いつくものの、どれも第2話に匹敵するものでないことから、巧としては不安感が高まっていた。事件の全体像はなるべくシンプルになるよう心掛けるもネタに詰まり、執筆の進行が遅れ始めた結果、スケジュールを1週間延長することになった。こうして第4話までのプロットを11月10日までに完成させ、シナリオ作成と並行させながら、同月20日に最終話のプロットを完成させた。これまでにないプロットの出来具合に周囲からは賛否両論あったが、巧自身は最終話以外は自信を持っていた。
プロット完成後、11月22日にはチーム全体のスケジュールの話がなされ、その際にシナリオ完成が遅れることを想定していた巧はプロデューサーの稲葉敦志にシナリオ完成のスケジュールを確認し、製作開始日である2003年1月6日までに完成していればよいことを確信した。その後巧はシナリオ作成を進めるも、第2話のシナリオでは稲葉やデザイナーの岩元辰郎からシナリオの長さを指摘され、20日間をかけて制作した最終話に至っては大きな問題点があったことから稲葉から作り直しを指示された。また第4話は年末までに終わらず、正月に完成させた。なおシナリオ作成にあたっては将来的に廃れそうな言葉や難解な言葉を極力使用しないようにした。一方で日常生活では使用しないものの推理作品でよく使用される台詞に関しては、巧は悩みつつも今作においても使用した。

## 評価
GAME Watchの石田賀津男は1作目と2作目から比較してシステム的な目新しさがないため、作り手の姿勢として新規要素を盛り込んでほしかったとしつつ、既にシリーズとしてシステム的には完成されているため、これ以上の追加はファンには期待より不安を抱かせるものであるから、システムをそのままに新規ストーリーとキャラクターを重視したのだろうと語っている。既存ユーザーのための作品であるならば特にストーリーの出来は過去最高であり、ボリュームも増しているため、これまで以上に遊びごたえはあると評価している。

## 関連商品
- 逆転裁判3 真相解明マニュアル（2004年3月4日発売）ISBN 4575164194
- 逆転裁判3 オリジナル・サウンドトラック（2004年3月31日発売）[47]
- 逆転裁判サウンドBOX（逆転裁判 蘇る逆転〜逆転裁判3）（2012年2月8日発売）

## 他機種版
2005年10月3日にはiアプリ向けに配信開始された（第1話、第2話、第3話）。
2006年にはEZアプリ・S!アプリ向けに配信開始された（第1話、第2話、第3話、第4話、第5話）。
2006年3月31日にはWindows用としてソースネクストから発売されたほか、第1作、2作、3作をセットにした『逆転裁判 PC 1・2・3』も発売された。
2007年8月23日にはニンテンドーDS版が発売された。前2作のDS版同様にタッチスクリーンを用いたコマンドやマイクを使用した操作を可能とする。本作には日本国外版Phoenix Wright Ace Attorney Trials and Tribulationsが収録されている。先着購入特典としてシリーズの主要キャラクターがデザインされたリバーシブルのジャケットが付属した。
- 関連商品
  - 逆転裁判3 オフィシャルコンプリートガイド（2007年8月23日発売）ISBN 4862331513

2012年12月3日にはauスマートパスのAndroid向けに配信開始された。
2014年4月17日には『逆転裁判123 成歩堂セレクション』への収録作品の一つとしてニンテンドー3DS向けに発売された。